# Número armónico

El número armónico con (gráfica roja) con su límite asintótico (gráfica azul).

En matemáticas, se define el n-ésimo número armónico como la suma de los recíprocos de los primeros n números naturales:
{\displaystyle H_{n}=\sum _{k=1}^{n}{\frac {1}{k}}=1+{\frac {1}{2}}+{\frac {1}{3}}+\cdots +{\frac {1}{n}}}

Este también es igual a n veces el inverso de la media armónica. 
Los números armónicos han sido estudiados desde la antigüedad y son importantes en muchas ramas de la teoría de números. A veces se denomina vagamente serie armónica. Están íntimamente relacionados con 
la función zeta de Riemann, y aparecen en diversas expresiones de funciones especiales. 

## Representación
La primera representación, en forma integral, fue dada por Leonhard Euler:
{\displaystyle H_{n}=\int _{0}^{1}{\frac {1-x^{n}}{1-x}}\,dx.}
En esta representación es fácil mostrar que se satisface una relación recursiva mediante la fórmula
{\displaystyle \int _{0}^{1}x^{n}\,dx={\frac {1}{n+1}},}
y luego
{\displaystyle x^{n}+{\frac {1-x^{n}}{1-x}}={\frac {1-x^{n+1}}{1-x}}}
dentro de la integral.
Para los números naturales, Hn también se puede representar como:
{\displaystyle H_{n}=\sum _{k=0}^{n-1}\int _{0}^{1}x^{k}\,dx}

Hn crece igual de rápido que el logaritmo natural de n. La razón es que la suma está aproximada por la integral
{\displaystyle \int _{1}^{n}{1 \over x}\,dx}
cuyo valor es log(n). Concretamente, tenemos el siguiente límite:
{\displaystyle \lim _{n\to \infty }H_{n}-\log(n)=\gamma }
(donde γ es la constante de Euler-Mascheroni 0.5772156649...). 
Y también, como la correspondiente expansión asintótica:
{\displaystyle H_{n}=\gamma +\log {n}+{\frac {1}{2}}n^{-1}-{\frac {1}{12}}n^{-2}+{\frac {1}{120}}n^{-4}+{\mathcal {O}}(n^{-6})}

## Funciones generatrices
Una función generatriz que indexa los números armónicos es
{\displaystyle \sum _{n=1}^{\infty }z^{n}H_{n}={\frac {-\log(1-z)}{1-z}},}
donde {\displaystyle \log(z)} es el logaritmo natural. Otra función generadora exponencial que indexa a los números armónicos es:
{\displaystyle \sum _{n=1}^{\infty }{\frac {z^{n}}{n!}}H_{n}=-e^{z}\sum _{k=1}^{\infty }{\frac {1}{k}}{\frac {(-z)^{k}}{k!}}=e^{z}{\mbox{Ein}}(z)}
donde {\displaystyle {\mbox{Ein}}(z)} es la integral exponencial entera. Nótese que 
{\displaystyle {\mbox{Ein}}(z)={\mbox{E}}_{1}(z)+\gamma +\log z=\Gamma (0,z)+\gamma +\log z\,}
donde {\displaystyle \Gamma (0,z)} es la función gamma incompleta.

## Aplicaciones
Los números armónicos aparecen en varias fórmulas de expresiones del cálculo, como por ejemplo, esta expresión de la función digamma:
{\displaystyle \psi (n)=H_{n-1}-\gamma .\,}
Esta relación es también utilizada frecuentemente para definir la extensión de los números armónicos a números no enteros n. Los números armónicos también son utilizados 
frecuentemente para definir γ, usando el límite antes definido en la anterior sección, aunque 
{\displaystyle \gamma =\lim _{n\rightarrow \infty }{\left(H_{n}-\log \left(n+{1 \over 2}\right)\right)}}
este converge más rápidamente.

En 2001 Jeffrey Lagarias probó que la hipótesis de Riemann es equivalente a decir que:
{\displaystyle \sigma (n)\leq H_{n}+e^{H_{n}}\log(H_{n}),}
es cierto para cualquier número entero n ≥ 1 con la desigualdad estricta si n > 1; Aquí σ(n) denota la suma de los divisores de n.

## Generalizaciones

### Números armónicos generalizados
Los Números armónicos generalizados de orden n de m están dados por la expresión:
{\displaystyle H_{n,m}=\sum _{k=1}^{n}{\frac {1}{k^{m}}}}
Nótese que el límite cuando n tiende a infinito existe si m > 1.
Otras notaciones ocasinalmente utilizadas, son:
{\displaystyle H_{n,m}=H_{n}^{(m)}=H_{m}(n)}
El caso especial de m = 1 es simplemente el n-ésimo número armónico y suele escribirse sin el índice superior. 
{\displaystyle H_{n}=\sum _{k=1}^{n}{\frac {1}{k}}}
En el límite, cuando {\displaystyle n\rightarrow \infty }, los números armónicos generalizados convergen a la función zeta de Riemann.
{\displaystyle \lim _{n\rightarrow \infty }H_{n,m}=\zeta (m)}
Al igual que en la suma {\displaystyle \sum _{k=1}^{n}k^{m}} aparecen los números de Bernoulli, en los números armónicos generalizados aparecen los números de Stirling.
Una función generatriz para los números armónicos generalizados es:
{\displaystyle \sum _{n=1}^{\infty }z^{n}H_{n,m}={\frac {{\mbox{Li}}_{m}(z)}{1-z}}}
donde {\displaystyle {\mbox{Li}}_{m}(z)} es el polilogaritmo, y {\displaystyle |z|<1}. La función generatriz dada arriba, es un caso especial de esta fórmula cuando m = 1.

### Generalización al plano complejo
De la fórmula integral de Euler para los números armónicos se obtiene la siguiente identidad:
{\displaystyle \int _{a}^{1}{\frac {1-x^{s}}{1-x}}dx=-\sum _{k=1}^{\infty }{\frac {1}{k}}{s \choose k}(a-1)^{k}}
la cual se cumple para un número complejo s general, utilizando una extensión adecuada de los coeficientes binomiales. Escogiendo a = 0, esta fórmula da ambas representaciones (integral y en forma de serie) 
para una función que genera los números armónicos y extiende la definición al plano complejo. Esta relación integral se obtiene fácilmente por manipulación del binomio de Newton:
{\displaystyle \sum _{k=0}^{\infty }{s \choose k}(-x)^{k}=(1-x)^{s}}
concretamente, del binomio generalizado de Newton. La función interpolada es justamente la función digamma, así:
{\displaystyle \psi (s+1)+\gamma =\int _{0}^{1}{\frac {1-x^{s}}{1-x}}dx}
donde ψ(x) es la función digamma, y γ es la constante de Euler-Mascheroni. El proceso de integración se puede repetir para obtener
{\displaystyle H_{s,2}=-\sum _{k=1}^{\infty }{\frac {(-1)^{k}}{k}}{s \choose k}H_{k}}